# Joseph Desha
Joseph Desha (Contea di Monroe, 9 dicembre 1768 – Georgetown, 11 ottobre 1842) è stato un politico statunitense.
Fu un deputato nonché nono governatore dello Stato del Kentucky. Dopo la revoca dell'editto di Nantes, gli antenati ugonotti di Desha fuggirono dalla Francia in Pennsylvania, dove nacque Desha. La sua famiglia si insediò nei pressi dell'attuale Gallatin (Tennessee), dove ebbero numerosi scontri con i nativi americani. Due dei fratelli di Desha furono ccisi in questi scontri, il che lo convinse ad arruolarsi volontario nella campagna di "Mad" Anthony Wayne contro gli indiani nel corso della guerra indiana del Nord-Ovest. Dopo essersi trasferito nella Contea di Mason (Kentucky), Desha sfruttò la sua esperienza militare in numerosi mandati della legislatura statale.
Nel 1807 Desha fu eletto al primo dei sei mandati consecutivi nella Camera dei rappresentanti. Democratico-Repubblicano, fu considerato un War Hawk, sostenendo la guerra anglo-americana del 1812. Nel 1813 si arruolò volontario e comandò una divisione nella battaglia del Thames. Tornato al Congresso dopo la guerra, fu l'unico membro della delegazione congressuale del Kentucky ad opporsi all'impopolare Compensation Act del 1816. Quasi tutti gli altri membri della delegazione persero la rielezione, ma l'opposizione di Desha gli permisero di mantenere l'incarico. Non fu rieletto nel 1818, e cercò invano di farsi eleggere governatore nel 1820, quando fu sconfitto da John Adair. Nel 1824 il panico del 1819 aveva rovinato l'economia del Kentucky, e Desha si presentò nuovamente all'elezione a governatore promettendo quasi esclusivamente di annullare i debiti verso lo Stato. Fu eletto da un'ampia maggioranza, ed il suo partito conquistò entrambe le camere dell'Assemblea Generale. Dopo che la Corte d'appello del Kentucky ebbe annullato la remissione dei debiti voluta da Desha e dalla maggioranza della legislatura, i legislatori abolirono la corte e ne crearono una nuova nella quale Desha nominò molti suoi compagni di partito. La vecchia corte si rifiutò di accettare la legittimità della scelta, e in un periodo noto come controversia Vecchia corte - Nuova corte esistettero due corti supreme.
Nonostante fosse stato popolare al momento dell'elezione, la reputazione di Desha fu rovinata da due controversie occorse durante il suo mandato. La prima fu il suo ruolo nell'estromissione di Horace Holley da presidente della Transylvania University. Mentre i conservatori religiosi a capo dell'università si opponevano a Holley considerandolo troppo liberale, l'opposizione di Desha si basava soprattutto sull'amicizia esistente tra Holley e Henry Clay, uno dei nemici politici di Desha. Dopo che Desha ebbe aspramente denunciato Holley in un discorso alla legislatura alla fine del 1825, Holley diede le dimissioni. La reputazione di Desha subì un nuovo colpo dopo che il figlio Isaac fu accusato di omicidio. Grazie anche all'influenza di Desha in quanto governatore, due giudizi di colpevolezza furono rovesciati. Dopo che il giovane Desha ebbe tentato il suicidio senza successo in attesa di un terzo processo, il governatore Desha emanò un indulto per il figlio. Queste controversie, assieme ad un'economia in crescita, portarono alla vittoria i nemici politici di Desha nelle elezioni del 1825 e del 1826. Costoro abolirono la cosiddetta "corte Desha" ponendo fine alla controversia. Come ultima provocazione, Desha minacciò di rifiutarsi di abbandonare la casa del governatore, anche se alla fine accettò senza scontri, cedendo il governatorato al suo successore Thomas Metcalfe. Alla scadenza del termine si ritirò dalla vita pubblica e morì nella casa del figlio a Georgetown (Kentucky) l'11 ottobre 1842.

## Gioventù e carriera
Joseph Desha nacque da Robert ed Eleanor (Wheeler) Desha nella contea di Monroe (Pennsylvania) il 9 dicembre 1768. Era di discendenza ugonotta francese, ed i suoi antenati erano fuggiti dalla Francia in Pennsylvania dopo la revoca dell'editto di Nantes, che aveva protetto gli Ugonotti dalla persecuzione religiosa. Ottenne un'istruzione limitata nelle scuole statali. Nel luglio del 1781 la famiglia di Desha si trasferì nella contea di Fayette (Kentucky), e l'anno seguente si insediarono in quello che oggi è il distretto di Cumberland nei pressi dell'odierna Gallatin (Tennessee). Il fratello minore di Desha, Robert, avrebbe poi rappresentato il Tennessee nella Camera dei rappresentanti.
Come molti coloni di frontiera, la famiglia Desha si trovò spesso in conflitto con gli indiani dopo essersi trasferita nel Tennessee, e tra i 15 ed i 22 anni Joseph Desha si arruolò volontario in numerose campagne militari contro di loro. In una di queste due dei suoi fratelli furono uccisi mentre combattevano con lui. Dopo la guerra Desha cisse con William Whitley nella città di Crab Orchard (Kentucky). Sposò Margaret "Peggy" Bledsoe nel dicembre del 1789. La coppia ebbe 13 figli. Nel 1792 si trasferirono nella contea di Mason (Kentucky) dove Desha lavorò come agricoltore. Nel 1794 partecipò alla guerra indiana del Nord-Ovest con il tenente William Henry Harrison. Partecipò durante la caccia agli indiani del generale "Mad" Anthony Wayne alla battaglia di Fallen Timbers del 20 agosto.
Desha entrò in politica nel 1797, quando fu eletto come Democratico-Repubblicano nella Camera dei rappresentanti del Kentucky. Quando la camera discusse le Kentucky Resolutions nel 1798, presiedette il Committee of the Whole. Fu di nuovo eletto alla Camera dal 1799 al 1802, e fu eletto al Senato del Kentucky dal 1802 al 1807. Contemporaneamente alla sua carriera politica, continuò a prestare servizio nella milizia statale. Il 23 gennaio 1798 fu nominato maggiore del 29º reggimento. Fu promosso colonnello il 23 marzo 1799, ed il 5 settembre 1805 generale di brigata al comando della 7ª brigata della milizia del Kentucky. Il 24 dicembre 1806 divenne maggior generale sempre della 7ª brigata.

## Servizio alla Camera e nella guerra anglo-americana
Desha fu eletto nel 1807 senza opposizione al primo di sei mandati consecutivi nella Camera dei rappresentanti. Anche se era noto per essere un abile oratore, non parlò spesso, sostenendo che preferiva "pensare molto e parlare poco". Si oppose al rinnovo della licenza della Prima banca degli Stati Uniti d'America dato che molti suoi investitori erano stranieri. In particolare era preoccupato del fatto che re Giorgio III del Regno Unito ne fosse il principale azionista. Molti pensavano in quel periodo che la monarchia britannica fosse sull'orlo della follia. La licenza della banca non fu poi rinnovata nel 1811.

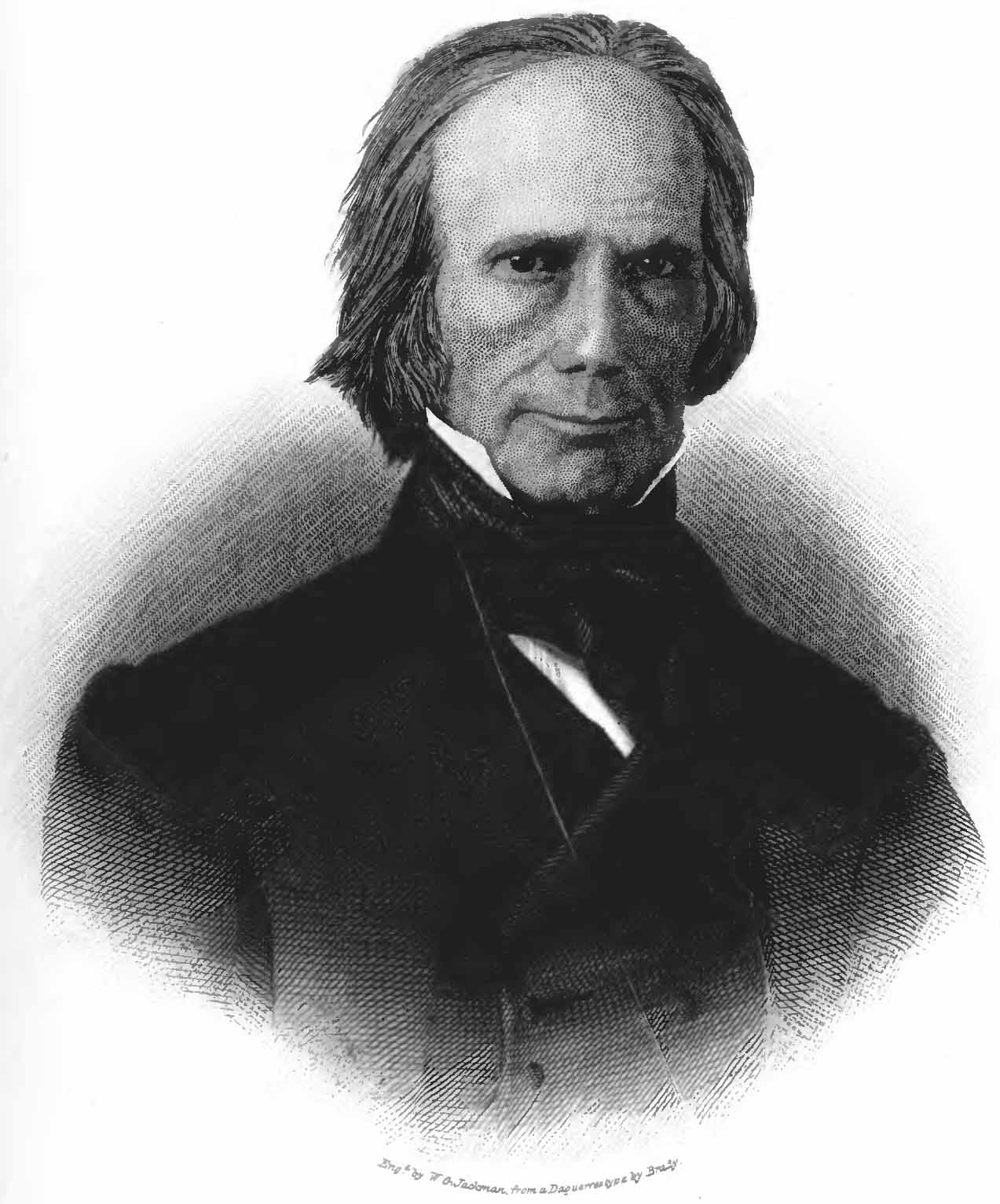
Henry Clay, capo dei "War Hawk" della Camera

All'inizio della sua carriera Desha sostenne la necessità di un esercito adeguato per difendere il territorio statunitense da Gran Bretagna e Francia. Sostenne l'Embargo del 1807 del presidente Thomas Jefferson e le relative disposizioni di legge. Fu considerato un War Hawk e il presidente della Camera Henry Clay, compagno del Kentucky e capo dei War Hawk della Camera, lo scelse per il Comitato degli Affari Esteri della Camera durante il XII Congresso (1811–1813). Rispettando le aspettative di Clay, Desha sostenne le misure di guerra prese dalla Camera, compresa la richiesta di armare le navi mercantili, l'incremento delle truppe regolari dell'esercito e l'autorizzazione del presidente James Madison di accettare unità di volontari per il servizio militare. Proclamando il proprio malcontento con la proposta di legge numero 1 di Macon, sostenne che ogni embargo e sanzione sarebbero stati vani finché "i britannici hanno un Canada o una Nuova Scozia sul continente americano", anche se concordò sui costi troppo alti in termini denaro e vite che l'annessione del Canada avrebbe richiesto. Il 4 giugno 1812 votò a favore della dichiarazione di guerra alla Gran Bretagna, che diede ufficialmente il via alla guerra anglo-americana.
Desha tornò in Kentucky dopo la sessione del Congresso. Rispose alla richiesta di volontari fatta dal governatore Isaac Shelby per infoltire la campagna di William Henry Harrison in Alto Canada. Fu nominato maggior generale e gli fu assegnato il comando della 2ª divisione della milizia del Kentucky. La divisione da 3500 uomini era composta dalle brigate 2º e 5º e dall'11º reggimento, stanziati sul fiume Ohio presso Newport (Kentucky). Si unirono ad Harrison nel forzare gli inglesi a ritirarsi da Detroit, e tenne gli alleati indiani degli inglesi lontano dal suo fianco sinistro nella vittoria statunitense della battaglia del Thames del 5 ottobre 1813. Secondo lo storico Bennett Henderson Young il vecchio amico di Desha, William Whitley, ebbe una premonizione della propria morte la notte prima della battaglia, e diede a Desha il proprio fucile ed il corno della polvere chiedendogli di consegnarli alla propria vedova con un messaggio di addio. Whitley fu effettivamente ucciso nella battaglia del giorno dopo.
Desha riprese il servizio al Congresso nel suo mandato successivo. Fu deluso dalla scelta di non continuare l'annessione dell'Alto Canada e di cercare la pace con la Gran Bretagna. Fu infine scontento del trattato di Gand che pose fine alla guerra. Quando William Henry Harrison fu preso in considerazione dal Congresso per la posizione di generale in capo alla fine del 1813 ed all'inizio del 1814, Desha si oppose affermando che Harrison aveva scelto di non inseguire il generale britannico Henry Procter dopo la battaglia del Thames, e che l'aveva fatto solo dopo l'insistenza di Isaac Shelby. L'accusa di Desha fu un fattore decisivo nella scelta del Congresso di togliere il nome di Harrison dalla risoluzione di ringraziamento per il servizio reso nell'esercito del nordovest e per la scelta di rifiutargli una medaglia d'oro del Congresso. Sia Harrison che Shelby negarono l'accusa di Desha, e quando la cosa iniziò a danneggiare la possibilità di Desha di essere rieletto ritrattò parzialmente il racconto. Affermò che aveva solo sentito da alcuni amici che Harrison aveva sconsigliato l'inseguimento in un consiglio di guerra tenutosi a Sandwich (Ontario) dopo la battaglia, ma che non testimoniò personalmente un disaccordo sull'inseguimento tra Harrison e Shelby.
Desha divenne sempre più conservatore dopo il ritorno alla Camera, opponendosi all'espansione della U.S. Navy. Si oppose anche alla richiesta del segretario alla Guerra James Monroe di mantenere un esercito di pace di 20 000 uomini. Desha sostenne che un esercito tanto numeroso forniva la scusa per un governo federale più numeroso con un conseguente aumento delle tasse, e propose un esercito di soli 6000 uomini. Una coalizione di Federalisti e conservatori Democratico-Repubblicani della Camera sostenne la richiesta di Desha con 75 voti a favore e 65 contrari. La proposta di legge approvata dal Senato, però, richiedeva un esercito di 15000 soldati. La scelta passò ad un comitato che mediò per un valore di 10 000 uomini.
Durante il XIV Congresso (1815–1817) fu l'unico membro tra i dodici del Kentucky ad opporsi al Compensation Act del 1816. Questa legge, sponsorizzata dal collega del Kentucky Richard Mentor Johnson, modificava i compensi congressuali aumentando il salario di 1500 dollari l'anno invece di 6 per diem (al giorno). La legge si dimostrò essere molto impopolare. Ogni membro della delegazione del Kentucky che votò a favore (eccetto Johnson ed Henry Clay che erano molto popolari) perse il seggio al Congresso non presentandosi o venendo battuti nella rielezione.
Desha fu presidente dello Committee on Public Expenditures nel XV Congresso (1817–1819). Non si presentò alla rielezione nel 1818.

## Elezione governatoriale del 1820

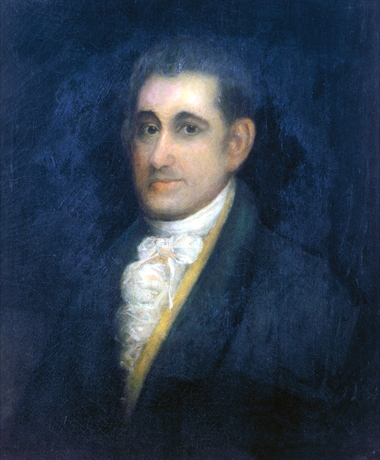
John Adair sconfisse Desha nell'elezione governatoriale del 1820

Desha fu uno dei quattro candidati che cercarono di essere eletti governatore del Kentucky nel 1820. Dopo il panico del 1819 (la prima importante crisi finanziaria nella storia degli Stati Uniti d'America) il problema principale della campagna era la cancellazione del debito. Il governatore in carica Gabriel Slaughter aveva emanato leggi sostenute dai debitori dello Stato, in particolare tasse punitive contro rami della Seconda banca degli Stati Uniti d'America di Louisville e Lexington. Il Second Party System non si era ancora sviluppato, ma c'erano comunque due fazioni sviluppatesi attorno a questo problema del debito. La prima, composta soprattutto da speculatori terrieri che avevano comprato grandi appezzamenti a credito e non erano in grado i pagare i debiti, furono soprannominati Partito del Condono e sostenevano una legislazione più favorevole per i debitori. Contro di loro nacque il Partito Anti-Condono, composto dall'aristocrazia statale, creditrice degli speculatori, che chiedeva il rispetto dei contratti. Sostenevano che un intervento governativo avrebbe prolungato la crisi economica.
Nonostante Desha fosse chiaramente schierato a favore del condono, il capo della fazione fu John Adair (politico), un veterano della guerra anglo-americana la cui popolarità aumentò a causa della difesa degli abitanti del Kentucky che avevano combattuto con lui la battaglia di New Orleans contro le vili cariche di Andrew Jackson. Adair vinse una combattuta elezione con 20 493 voti, superando i 19 947 voti di William Logan, i 12 418 di Desha ed i 9567 di Anthony Butler. Il partito del condono vinse in entrambe le camere dell'Assemblea Generale del Kentucky. Buona parte delle leggi a favore del condono furono approvate durante il mandato di Adair, ma quando il mandato scadde la corte d'appello del Kentucky annullò una legge bollandola come anticostituzionale, permettendo alla questione del condono di restare un punto fondamentale della nuova elezione governatoriale.

## Elezione governatoriale del 1824
Con Adair costituzionalmente ineleggibile ad un secondo mandato consecutivo, Desha fu il primo candidato a dichiarare pubblicamente la sua intenzione di candidarsi nel 1824. Iniziò la sua campagna elettorale alla fine del 1823 e trovò poca opposizione finché Christopher Tompkins non dichiarò la propria candidatura nel maggio 1824. Tompkins era un giudice poco conosciuto originario della contea di Bourbon che sosteneva il gruppo anti condono. Anche il colonnello William Russell, veterano militare di 50 anni, si candidò per il partito Anti-Condono. Nonostante non fosse un ottimo oratore, aveva pochi nemici politici e la sua carriera militare li valse la stima dell'elettorato.
Mentre Tompkins ed i suoi sostenitori effettuarono una campagna nei giornali statali, molti dei quali sostenevano il gruppo contrario al condono, Desha viaggiò in tutto lo Stato tenendo discorsi. Senza offrire proposte specifiche, si focalizzò esclusivamente sull'idea che si sarebbe opposto all'"usurpazione giuridica" e che credeva che "tutto il potere dovesse appartenere al popolo". Fu generalmente considerato il candidato del partito del condono, ma lo storico Arndt M. Stickles ha fatto notare che in alcuni territori utilizzò retoriche anti-condono. Desha criticò l'operato di Tompkins come giudice, sostenendo che aveva supportato la Seconda banca degli Stati Uniti d'America e la Corte d'appello. Questo, disse Desha, l'aveva messo in diretta opposizione agli agricoltori dello Stato e garantiva che, se eletto, lo Stato sarebbe stato governato dai giudici, e non dal governatore. Desha sostenne che i giornali dello Stato lo perseguitava come il partito Anti-Condono perseguitava i debitori. Accusò anche Tompkins di non essere la vera scelta del partito Anti-Condono, ma che era semplicemente il primo ad aver annunciato la propria candidatura. I sostenitori di Russell, che erano decisamente terzi nelle previsioni, concordarono con questa accusa, affermando che Tompkins era sceso in campo in anticipo rispetto alla data scelta dal partito per aprire le candidature, il che gli aveva dato un illecito vantaggio rispetto a Russell.
I sostenitori dell'Anti-Condono portarono molte critiche a Desha. Dissero che la mancata presentazione di un programma articolato dimostrava che stava promettendo cose diverse ai diversi gruppi di persone. Criticarono la sua carriera militare, sostenendo che era diventato volontario nella guerra anglo-americana solo dopo che gli fu promesso il comando di una divisione, che aveva evitato i combattimenti, che aveva sconsigliato al generale Harrison di cacciare britannici ed indiani e che si fece rimborsare dal governo spese eccessive che avrebbe sostenuto. Anche la carriera politica di Desha fu soggetta a critiche e ad attacchi. I sostenitori Anti-Condono dissero che aveva abbracciato certe posizioni solo per guadagnarsi interessi agricoli nei confronti dell'aristocrazia. Lo accusarono di aver segretamente favorito il Compensation Act del 1816 e di averlo sostenuto, nonostante il voto contrario. Nonostante avesse spesso chiesto un esercito ed una marina forti e ben equipaggiati, gli avversari lo accusarono di aver votato contro l'aumento dei fondi militari. Come ulteriore prova della sua scarsa attendibilità, dissero che aveva votato per William Harris Crawford quando era elettore presidenziale nel 1816, anche se gli abitanti del Kentucky erano quasi unanimemente a favore di James Monroe.
Nonostante Desha sia universalmente considerato il candidato favorito nei primi mesi della campagna elettorale, con l'avvicinarsi delle votazioni alcuni iniziarono a dubitare della sua capacità di resistere alle critiche degli Anti-Condono. Il Frankfort Argus, un giornale pro-Desha, rimase fiducioso prevedendo una vittoria con una percentuale dell'80% dei voti. Il giorno dell'elezione Desha riportò una decisa vittoria, ricevendo 38 378 voti, quasi il 60% del totale, e riportando ampie maggioranze anche in alcune contee Anti-Condono. Tompkins ottenne 22 499 voti, soprattutto in Kentucky centrale. Russell finì terzo con 3900 voti. Desha ed i suoi alleati nell'Assemblea Generale interpretarono la vittoria come un mandato degli elettori per sostenere in modo aggressivo la remissione dei debiti.

## Governatore del Kentucky

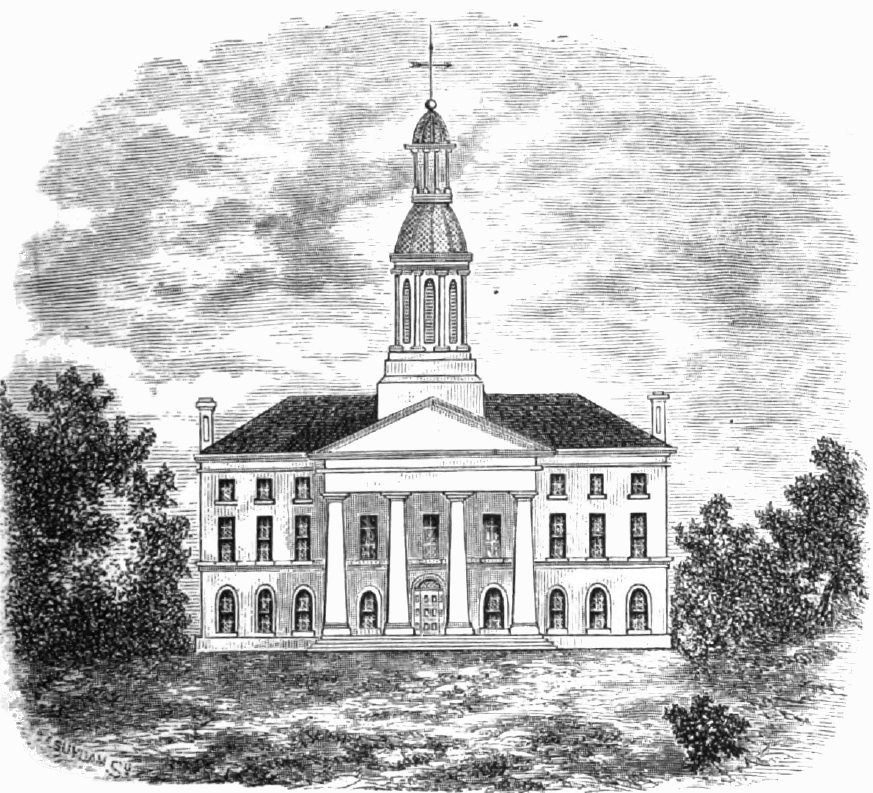
Il campidoglio dello Stato fu distrutto da un incendio poco dopo l'elezione di Desha

Il 4 novembre 1824, pochi mesi dopo l'elezione, il campidoglio dello Stato fu distrutto da un incendio. Furono salvati alcuni arredi e registri, ma l'edificio di soli 4 anni fu completamente distrutto. Quando Gilbert du Motier de La Fayette visitò gli Stati Uniti nel 1825 non era ancora stato costruito il nuovo campidoglio, e la casa del governatore era troppo piccola per il ricevimento, tanto che il governatore dovette incontrare il dignitario nella Weisiger's Tavern.
Il più importante successo di Desha da governatore fu nel campo dei miglioramenti interni. Nel 1825 convinse la legislatura a finanziare la creazione del canale di Louisville e Portland sulle cascate dell'Ohio. Il canale fu inaugurato nel 1830, e si dimostrò redditizio, tanto che Desha si lamentò del fatto che lo Stato aveva diviso il costo del progetto (e quindi anche il guadagno) con il governo federale e con investitori privati. Chiese anche un investimento per una strada a pedaggio che avrebbe unito Maysville a Louisville tramite Lexington. Consigliò di usare i soldi stanziati in eccesso per l'educazione trasferendoli alla costruzione di strade battute, ma l'Assemblea Generale rifiutò la richiesta.

### Controversia Vecchia corte - Nuova corte
Lo storico del Kentucky Thomas Dionysius Clark scrisse che Desha "fece promesse avventate per ottenere i voti di coloro che erano in bancarotta ... promesse che a questo punto doveva mantenere". Il suo primo discorso alla legislatura fu una critica al sistema giudiziario in generale, soprattutto riguardo alla recente decisione della Corte Suprema sul caso Green contro Biddle, in cui si decideva se le concessioni di terreno fatte dalla Virginia del distretto del Kentucky prima che questo divenisse uno Stato a parte avessero la precedenza di quelle concesse poi dal Kentucky in caso di conflitto. Incoraggiati dalla critica di Desha, i sostenitori della cancellazione del debito chiesero al rimozione dei giudici della Corte d'appello che avevano affossato la precedente legislazione pro-condono. La prima misura punitiva fu la riduzione del loro salario a 25 centesimi l'anno, ma questa idea fu ben presto abbandonata. I legislatori scelsero allora di rimuovere i giudici, ma capirono di non avere la richiesta maggioranza di due terzi nelle due camere.
Infine, il 9 dicembre 1824 il senato del Kentucky approvò l'abrogazione della legge con la quale era stata creata la Corte d'appello del Kentucky, e fondò una nuova corte suprema statale. La proposta di legge giunse alla camera dei rappresentanti scatenando un acceso dibattito il 23 dicembre. Durante la discussione, che continuò fin dopo la mezzanotte, Desha sostenne la proposta e pose fine al dibattito che fu, secondo le parole dello storico del Kentucky Lowell Hayes Harrison, una "grave violazione delle regole della Camera". La Camera approvò la proposta di legge con 54 voti a favore e 43 contrari, e Desha la firmò immediatamente.

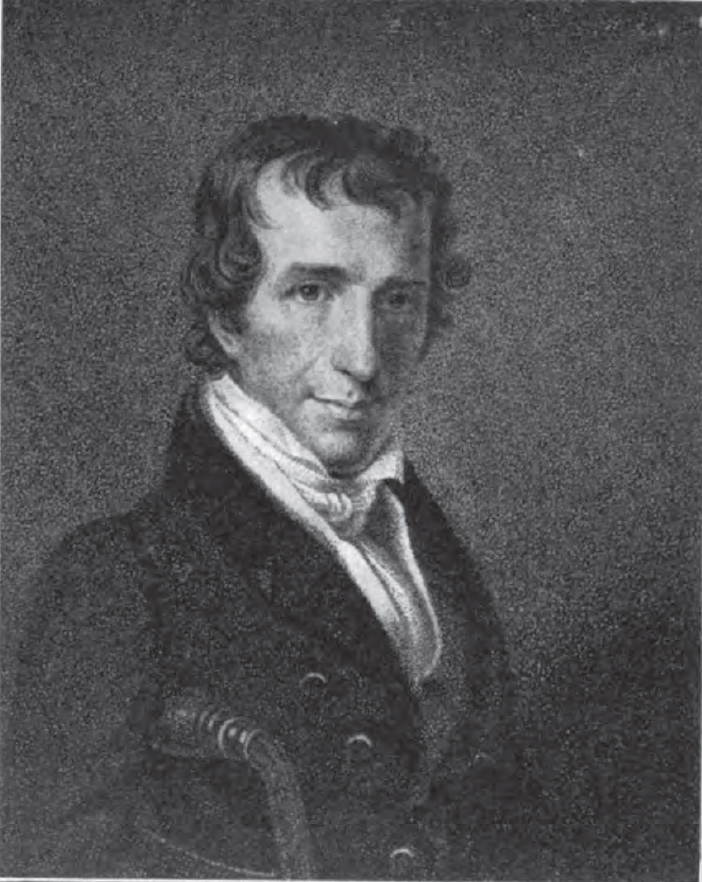
il Segretario di Stato William T. Barry fu scelto da Desha come giudice capo della Nuova corte

Il 10 gennaio 1825 Desha nominò quattro giudici della Nuova corte. Scelse il proprio Segretario di Stato, l'ex senatore William Barry Taylor, come giudice capo. Gli altri tre membri furono l'avvocato di Lexington James Haggin, il giudice John Trimble (fratello del giudice della Corte suprema Robert Trimble) e Benjamin Patton. Della nuova corte (chiamata dai detrattori la "corte di Desha") Barry "sembra essere stato l'unico capace e con abbastanza esperienza, prestigio ed abilità per fare il giudice nella Vecchia corte", secondo Stickles. Achilles Sneed, ufficiale della Vecchia corte, si rifiutò di consegnare i registri della corte a Francis Preston Blair, ufficiale della Nuova corte, tanto che Blair li prese con la forza dall'ufficio di Sneed, e lo stesso Sneed fu multato di 10 sterline per essersi rifiutato di cooperare. La Vecchia corte continuò a gestire le cause nella chiesa di Frankfort, mentre la Nuova occupò il tribunale. Nessuno riconobbe l'altro, ed entrambi pretesero di essere la legittima Corte Suprema dello Stato. Molti avvocati e giudici dello Stato sostennero la Vecchia corte e continuarono a praticarvi la professione rispettando i propri mandati, mentre altri scelsero di aderire alla Nuova corte.
Nonostante Desha e la sua amministrazione avessero sostenuto i candidati della Nuova corte nelle elezioni del 1825, i sostenitori della Vecchia corte conquistarono la Camera mentre il Senato fu diviso equamente. Il discorso di Desha alla nuova Assemblea Generale rimase critico nei confronti di banche e giudici, ma chiese ai legislatori di trovare un compromesso per risolvere la questione delle corti. Stickles afferma che Desha fu sincero nella ricerca di un compromesso, anche se secondo alcuni cercò solo di salvare la faccia davanti ai sostenitori della Nuova corte. Promise che, se la legislatura avesse autorizzato la nomina di un nuovo gruppo di giudici, li avrebbe nominati in numero pari da entrambi gli schieramenti. Un altro progetto era quello di allargare la corte a sei giudici, con tre nomine fatte da ogni gruppo. Un legislatore propose che tutti gli attuali giudici dessero le dimissioni, assieme a Desha, al tenente governatore Robert Breckinridge McAfee ed a tutti i legislatori dell'Assemblea Generale, in modo da permettere una ripartenza pulita. La proposta passò alla Camera ma fu affossata al Senato. La camera approvò la restaurazione della Vecchia corte, ma il Senato bloccò la proposta e McAfee, presidente del Senato, espresse il voto decisivo per la bocciatura della legge.
Nel 1826 il clima economico dello Stato era migliorato sensibilmente. Notando il crescente sostegno alla Vecchia corte, due dei quattro giudici della Nuova diedero le dimissioni. Desha offrì la nomina a tre diverse persone, ma tutti la ignorarono o la rifiutarono. Alla fine John Telemachus Johnson accettò la nomina nell'aprile del 1826, e la Nuova corte si riunì con soli tre giudici nel mandato del 1826. Nelle elezioni dell'agosto del 1826 il partito della Vecchia corte ottenne 56 seggi contro 44 alla CAmera e 22 contro 16 al Senato. Di nuovo Desha chiese ai legislatori un compromesso per risolvere la questione. La maggioranza in entrambe le camere, però, ripudiò la Nuova corte ed approvò la restaurazione della Vecchia. Desha pose il veto alla proposta di legge, e criticò i legislatori per aver approvato una proposta di parte invece di un compromesso. L'Assemblea Generale annullò il veto di Desha il 1º gennaio 1827. In un tentativo di riconciliazione, il Senato confermò la nomina fatta da Desha di George Mortimer Bibb, sostenitore della Nuova corte, nella Vecchia corte dopo che John Boyle diede le dimissioni per accettare l'incarico di giudice federale a novembre del 1826.

### Perdono di Isaac Desha

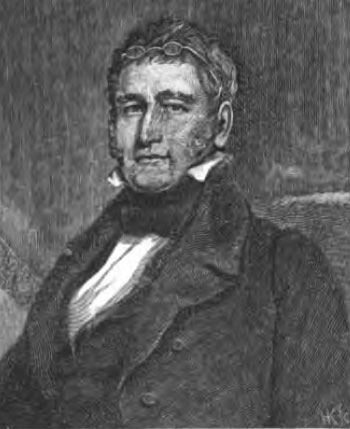
Il senatore John Rowan difese il figlio di Desha durante il processo per omicidio

La reputazione del governatore Desha fu ulteriormente offuscata a causa di un indulto concesso al figlio. Il 2 novembre 1824 Isaac Bledsoe Desha uccise brutalmente Francis Baker, un abitante del Mississippi che stava visitando il Kentucky. Il 24 novembre 1824 John Rowan, alleato del governatore all'Assemblea Generale, mise in cima all'ordine del giorno della legislatura la richiesta alla corte della contea di Fleming di organizzare una riunione speciale per il 17 gennaio 1825 per il processo a Isaac Desha, in modo che l'accusato potesse chiedere il trasferimento della causa alla contea di Harrison. A miglia dalla scena dell'omicidio, quella di Harrison era la contea del governatore nella quale poteva vantare una forte influenza. Il governatore Desha apparve di fronte al comitato della legislatura che discuteva la proposta il 26 novembre, e chiese loro di sostenerla di fronte all'intera legislatura. Fu fatto, e la proposta fu approvata il 4 dicembre 1824.
Durante la seduta di dicembre Isaac Desha chiese il trasferimento della causa, e lo ottenne per i primi di gennaio. A presiedere la causa fu John Trimble, che il governatore aveva nominato nella Nuova corte dopo l'"abolizione" della Vecchia nel 1824. Trimble chiese personalmente al giudice George Shannon di Lexington di seguire la causa. Il governatore Desha mise insieme una squadra formidabile per la difesa del figlio, compreso il neo nominato Segretario di Stato, William T. Barry, John Rowan, appena eletto al Senato, l'ex uomo del Congresso William Brown e T. P. Taul. William K. Wall e John Chambers collaborarono con l'avvocato Martin P. Marshall per l'accusa. Il governatore Desha partecipò tutti i giorni alle sedute.
Nonostante tutti gli sforzi del padre per ottenere una sede, una difesa ed un giudice favorevoli, il 31 gennaio 1825 la giuria dichiarò Isaac Desha colpevole di omicidio e lo condannò all'impiccagione. Rowan chiese subito un nuovo processo per interferenza dei giudici, e Shannon approvò la richiesta il 10 febbraio. La scelta della giuria si dimostrò problematica. Nel settembre 1825 fu finalmente nominata la giuria. Il giudice, Harry O. Brown, era stato nominato ad interim dal governatore Desha per coprire un posto vacante. Desha fu riconosciuto nuovamente colpevole e condannato all'impiccagione il 14 luglio 1826. Il giudice Brown ribaltò il verdetto dato che l'accusa non aveva dimostrato che l'omicidio era stato commesso nella contea di Fleming, come specificato nell'accusa contro Desha. Lo Stato sostenne che si trattava di una cosa di nessuna importanza, dato che era stato già concesso un trasferimento, ma la decisione del giudice rimase valida e la reputazione del governatore Desha subì un nuovo colpo.
Nel luglio 1826 Isaac Desha, libero per buona condotta in attesa di un terzo processo ed apparentemente ubriaco, tentò il suicidio tagliandosi la gola. I medici lo salvarono chiudendo la trachea con un tubo d'argento. Si riprese, e nel giugno 1827 affrontò un terzo processo. Gli avvocati di Desha usarono numerosi trucchi per cercare di impedire alla corte di nominare una giuria. Il giudice ordinò di trattenere l'imputato fino alla sessione successiva, ma il governatore Desha, presente al procedimento, si alzò in piedi e concesse l'indulto al figlio, oltre a criticare il giudice con un lungo discorso improvvisato. Secondo alcuni racconti il governatore avrebbe dato le dimissioni subito dopo la concessione della grazia, ma i registri ufficiali non riportano questa cosa.
Dopo il rilascio, Isaac Desha si trasferì in Texas con un nuovo nome, dove rapinò ed uccise un altro uomo. Fu identificato anche grazie alla trachea d'argento che l'aveva salvato. Dopo essere stato arrestato confessò entrambi gli omicidi. Morì di febbre il giorno prima del processo nell'agosto del 1828.

### Conflitto con Horace Holley

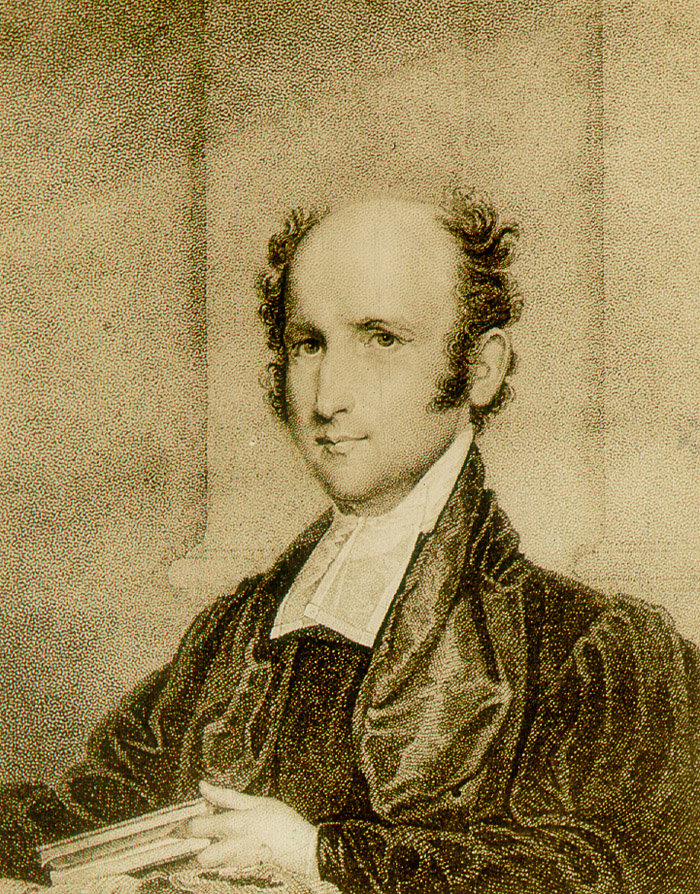
Horace Holley fu cacciato dalla presidenza della Transylvania University soprattutto a causa delle denunce di Desha

Un nuovo conflitto durante il mandato di Desha fu quello con Horace Holley, presidente della Transylvania University. Da quando Holley era diventato presidente nel 1818 l'università era diventata famosa a livello nazionale attirando uomini illustri come Constantine Samuel Rafinesque-Schmaltz, Daniel Drake, Charles Caldwell, William T. Barry e Jesse Bledsoe. In ogni caso le idee unitariane della Nuova Inghilterra di Holley erano troppo liberali per i gusti di molti in Kentucky. Molti lo definivano infedele e lo accusavano di essere un alcolista dedito al gioco d'azzardo. Fu criticato per il fatto che passava del tempo alle corse di cavalli e per aver arredato casa con statue classiche nude.
Desha fu trascinato nella controversia di Holley durante l'elezione presidenziale del 1824. Quando nessun candidato ottenne la maggioranza dei voti, la gara fu decisa dalla Camera dei rappresentanti. Desha ed i sostenitori della Nuova corte nell'Assemblea Generale chiesero alla delegazione statale di votare per Andrew Jackson, ma la delegazione, guidata dal Presidente della Camera dei rappresentanti Henry Clay, votò invece per John Quincy Adams. A causa di questo voto Clay, amministratore della Transylvania e sostenitore di Holley, divenne un nemico politico di Desha. L'ostilità di Desha per la Transylvania e per Holley peggiorò quando, dopo il processo a Isaac Desha, uno studente della Transylvania tenne nella cappella dell'università un discorso in cui criticava il governatore. Nonostante Holley fosse presente al discorso, lo storico della Transylvania John D. Wright Junior afferma che non conosceva in anticipo l'argomento, e che dopo non fece nulla per sostenerne il contenuto. Era abitudine di Holley permettere agli studenti di parlare apertamente di argomenti politici, a prescindere dal parere espresso. Desha affermò che, non avendo Holley fermato lo studente, stava tacitamente condividendone le critiche.
Desha attaccò duramente la Transylvania ed Holley nel suo discorso annuale all'Assemblea Generale nel novembre 1825. Sostenne che l'università non aveva fatto un uso saggio dei fondi pubblici, sottolineando che lo stipendio del presidente Holley era superiore al proprio. Alla fine Desha disse che sotto la guida di Holley la Transylvania era diventata troppo elitaria e che non poteva essere altrimenti, visto l'alto costo richiesto per frequentarla. Holley, che era giunto a Frankfort per parlare con Desha e con la legislatura, era presente al discorso di Desha. In seguito decise di tornare a Lexington e dare le dimissioni. I membri del consiglio di amministrazione dell'università lo convinsero a restare un altro anno. Lo storico del Kentucky James Klotter sostiene che, con la partenza di Holley, "forse si perse la migliore occasione dello Stato per creare un'università di livello mondiale".

### Retaggio governatoriale e transizione

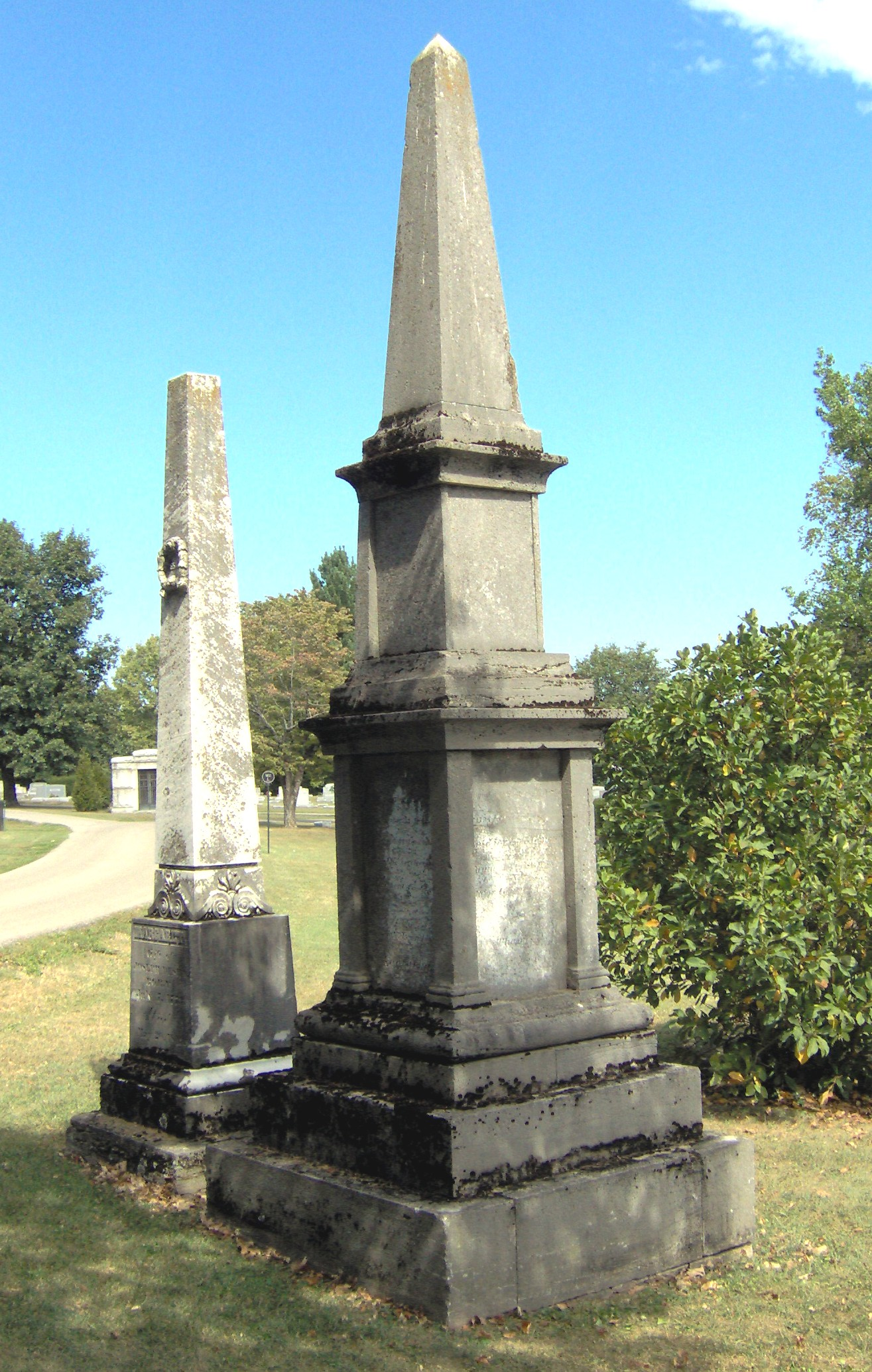
Tombe di Desha e della moglie nel cimitero di Georgetown

Le molte controversie del mandato di Desha ne danneggiarono la reputazione. Harrison afferma che un visitatore del Kentucky sostenne nel 1825 che "alcuni dicono che [Desha] possegga dei talenti; non mi sono mai state portate le prove". Harrison nota anche che "dal 1828 molti abitanti del Kentucky avrebbero condiviso questa idea".
Desha sostenne William T. Barry, candidato a governatore del partito Democratico-Repubblicano, per la sua successione. Nei primi sondaggi Barry era in testa sull'avversario, il Nazional Repubblicano Thomas Metcalfe, ma alla fine vinse quest'ultimo. Non solo Desha non approvava politicamente Metcalfe, ma credeva anche che il governo sarebbe andato ad un aristocratico. Nonostante Metcalfe fosse figlio di un soldato della guerra d'indipendenza americana, il suo soprannome di "Vecchio martello di pietra" indica il suo orgoglio nel commercio della muratura, considerata una professione comune.
Per una stranezza costituzionale, il mandato di Metcalfe fu fatto partire otto giorni prima della scadenza di quello di Desha. Desha accusò Metcalfe di non lasciargli terminare il mandato e minacciò di non abbandonare la casa del governatore fino al termine ufficiale del mandato. Clark afferma che si trattò di una leggenda e, dopo aver bevuto pesantemente in una taverna locale, Metcalfe ed alcuni suoi sostenitori raggrupparono una folla e giunsero a casa del governatore per cacciarlo con la forza. I resoconti dei giornali locali del tempo dicono invece che Desha abbandonò la casa senza polemiche e senza l'intervento di Metcalfe.

## Vecchiaia e morte
Alla scadenza del mandato da governatore Desha si ritirò dalla vita pubblica nella sua fattoria della contea di Harrison. Negli ultimi anni di vita Desha e la moglie Margaret si trasferirono a Georgetown (Kentucky) dove viveva uno dei loro figli, un medico. Desha morì nella sua casa a Georgetown l'11 ottobre 1842, e fu sepolto nel giardino. Lo Stato eresse un monumento sulla sua tomba. Nel 1880 il corpo di Desha ed il monumento furono trasferiti nel cimitero di Georgetown.